# Botvid
Botvid est un prénom masculin scandinave dérivé du vieux norrois Bótviðr, formé des éléments bót « améliorant, récompense, compensation » et viðr « bois, forêt ». Dans les pays nordiques, ce prénom désuet peut encore se rencontrer en Suède.
Le prénom Botvid est à l'origine du patronyme suédois Botvidsson signifiant « Fils de Botvid ».

## Personnalités portant ce prénom
- Saint Botvid, missionnaire suédois mort assassiné vers 1120 ;
- Maître Botvid, artiste suédois du XIIIe siècle ;
- Botvid Sunesson, évêque suédois mort en 1562.